# Vellerup Sommerby
Vellerup Sommerby er et sommerhusområde beliggende i Hornsherred ved Isefjorden, i Frederikssund Kommune med 384 indbyggere  (2024). Vellerup Sommerby er grundlagt i perioden 1965 til 1970. Byggemodningen blev udført omkring 1970, ledet af J. K. Dinesen A/S og udført af A/S H. Caspersen Entreprenører fra Veddelev i Roskilde.
Efter byggemodningen stiftedes foreningen Grundejerforeningen Vellerup Sommerby, som ejer og driver Vellerup Sommerby vandværk.